# Nao (ロボット)
Nao（発音はナオ）は自立歩行する小型ヒューマノイドロボット。
フランスのパリに拠点を置く Aldebaran Robotics社により開発された。

## 概要
Naoの学術開発版は、大学や研究機関において研究目的で利用されている。一般公開は2011年以降になる予定。
ロボットによるサッカー・コンテストとして毎年開催されるロボカップにおいて、「四足ロボットリーグ」に長らくソニーのAIBOが採用されてきたが、2006年のAIBO販売終了に伴いこのリーグは終了する流れとなる。代替となるものとして、2007年8月15日「スタンダード・プラットフォーム・リーグ（Standard Platform League、SPL）」用の機種としてNaoの採用が決まり、2008年以降使用されている。ロボカップ2010では、NaoV3Rが共通プラットフォームとして採用される。

## バージョン
- 2005年1月 - 2006年3月： AL-01, AL-02 and al.-03
- 2005年9月 - 2006年7月： AL-04
- 2006年6月 - 2007年6月： AL-05.a
- 2007年5月 - 2007年12月：AL-05.b
- 2008年3月：初めての完成版（finalized version）であるNaoロボカップ・エディションがリリース[1]

また2008年には、Naoアカデミック・エディションが教育関係者や企業に向けてリリースされた。2011年半ばには、一般公開バージョンがリリースされる予定。

## 沿革
- 2005年7月7日 - ブルーノ・メゾニエ(Bruno Maisonnier)によりアルデバランロボティクスが設立される。
- 2007年8月21日 - RoboCup 2008よりNaoが標準プラットフォームリーグ（Standard Platform League、SPL）で採用[2]
- 2008年4月3日 - RoboCup 2008用Naoの発表[3]
- 2008年5月9日 - マイクロソフトよりRobocup Nao用softwareリリース[4]
- 2008年7月14日～20日 - RoboCup 2008開催
- 2008年9月 - Naoの研究機関・大学向け販売開始。価格は10.000ユーロ[5]
- 2009年5月 - Naoのバッテリ改良[6]
- 2009年7月 - アールティが日本国内総代理店としてNaoの販売開始。
- 2010年3月5日 - 2010 5th HRI （ACM/IEEE International Conference on Human-Robot Interactionにて安定化制御を披露[7]
- 2010年6月21日 - 上海万博フランスパビリオンで20体のNaoがダンスを披露[8]
- 2010年10月13日 - 東大がNao30台導入[9]
- 2010年12月 - 新型Nao発表[10]
- 2011年12月9日 - Naoの第4世代Nao Next Genが登場[11]
- 2013年4月29日 - 会話型音声機能を採用し自閉症対策の提唱プログラムASK Naoを発足[12]
- 2013年11月 - ニュアンス・コミュニケーションズの会話型音声機能を採用[13]
- 2014年6月16日 - Naoの第5世代Nao Evolutionを発表。稼働時間30%向上し90分、金属製ギアで首・腰・脚・足首耐久性強化。[14]。センサー感度・音声認識機能強化。日本語音声合成エンジンに「AITalk」採用[15]。
- 2015年1月9日 - 日本サード・パーティとNaoの販売代理店契約を締結[16]
- 2015年1月24日 - 三菱東京UFJ銀行が接客用にNaoを導入すると発表[17]
- 2015年4月13日 - 三菱東京UFJ銀行本店でNaoの接客運用試験開始[18]
- 2015年9月15日 - オリックス・レンテックと日本サード・パーティがNaoレンタルサービスを開始[19]
- 2018年5月24日 - Naoの第6世代Nao6を発表。[20]
- 2018年6月26日 - 日本サード・パーティがNao6の先行販売の受付を開始。参考販売価格は140万円。[21]

## 仕様
| テクニカル・スペック  | テクニカル・スペック       |
| --------------------- | -------------------------- |
| Height                | 58 cm                      |
| Weight                | 4,3 kg                     |
| Autonomy              | 90 min. (constant walking) |
| Degrees of freedom    | 21 to 25                   |
| CPU                   | x86 AMD GEODE 500 MHz      |
| Built-in OS           | Linux（NAOqi）             |
| Compatible OS         | Windows, MacOS, Linux      |
| Programming languages | C++, C, Python, Urbi       |
| Vision                | Two CMOS 640 x 480 cameras |
| Connectivity          | Ethernet, Wi-Fi            |

## NAO6
2018年の第六世代NAO6ではATOM E3845のCPU、4GB DDR3 RAM、32GBのSSDへスペックアップされたことで起動時間は従来品NAO Evolutionの131.7秒から79.4秒へ大幅に短縮された。カメラも固定焦点レンズからオートフォーカスレンズに、解像度もトップカメラは1280×960の5FPSから2560×1920の15FPSへ刷新された。その他、全指向性マイクで音声認識力の向上、Bluetooth接続に対応しWi-Fiの高速化がはかられている。

## 導入事例
- 慶應義塾大学、立命館大学、筑波大学、日本工業大学、京都大学[24]
- ハーバード大学、スタンフォード大学[25]
- 東京大学大学院[26]
  - 情報理工学系研究科(2010年10月13日)
- コネティカット州ウェストポート図書館(2014年10月11日)[27]
- ロボットスタート(2014年11月25日)[28]
- 三菱東京UFJ銀行(2015年4月13日)
- オリックス・レンテック
  - 東京技術センター(2015年6月16日)
- ハウステンボス[29]
  - 変なホテル(2015年7月17日)
- 大垣共立銀行[30]
  - OKB本店ビル17階展望室(2015年10月7日)
- ヒルトン『コニー』(2016年3月09日)[31]
- ロボット旅日本一周〜タカラモノクダサイ〜